# سوشتلن
سوشتلن (به آلمانی: Süchteln) یک منطقهٔ مسکونی در آلمان است که در فیرسن واقع شده‌است. سوشتلن ۱۶٬۱۸۵ نفر جمعیت دارد.